# أركتيك باي
أركتيك باي هي بلدة تقع في جزيرة بافن،قيكيقتالوك،نونافوت،كندا.